# Leica M-E (Typ 240)
Leica M (Typ 262)
Le Leica M-E (Typ 240) est un appareil photo numérique télémétrique annoncé par Leica Camera le 24 juin 2019. Le Leica M-E (Typ 240) fait partie de la longue gamme d'appareils à monture Leica M. Il est doté d’un capteur CMOS plein format de 24 mégapixels (avec une sensibilité maximale de 6400 ISO), du processeur Maestro de Leica et d’une mémoire tampon de 2 Go pour une capture en rafale soutenue. La vidéo peut être capturée en 1080/30p. Comme pour tous les modèles Leica de la série M, l’appareil est fabriqué à la main et étanche. L'appareil photo est fini en « Anthracite Paint » avec une enveloppe en cuir noir et limité à 700 unités dans le monde,,,.
Le Leica M-E (Typ 240) est le successeur du Leica M-E (Typ 220) de 2012 et du Leica M (Typ 262) de 2015.